# Vladko Maček
Vladimir Vladko Maček (20. června 1879 Kupinec u Jastrebarska – 15. května 1964 Washington, D.C.) byl chorvatský politik v dobách existence království Jugoslávie, vůdčí osobnost chorvatské selské strany, která po smrti Stjepana Radiće pokračovala v tématu „chorvatské otázky“ na poli jugoslávské politiky. 

## Biografie
Maček se narodil v Kupinci u Jastrebarska, jihozápadně od Záhřebu. Jeho otec Ivan byl Slovinec, původem z Lesična a jeho matka Ida byla z otcovy strany smíšeného chorvatského původu a z matčiny polského původu.
Maček studoval právnickou fakultu v Záhřebu (zakončil v roce 1903), bojoval v první světové válce a od začátků se účastnil aktivit Chorvatské selské strany. Tam se spřátelil s jejím předsedou a nejvlivnějším politikem - Stjepanem Radićem. Strávil několik měsíců ve vězení poté, co jugoslávské úřady využily návštěvu Radiće v Moskvě jako záminku interpretovanou jako snahu o rozšíření komunismu na území jihoslovanského státu.[zdroj?] Protože však byla Chorvatská selská strana ve volbách úspěšná, byl Maček zvolen do národního shromáždění (skupštiny), takže vězení nakonec opustil.
Poté, co došlo k lednu 1929 k převratu, při kterém se král chopil veškeré moci, byla provedena reorganizace státu, která posílila centralizační prvky. Území Chorvatska bylo rozděleno do řady bánovin, neodpovídajících historickým hranicím. Situace byla nyní pro chorvatské nacionalisty ještě horší, než v dobách nimi tak nenáviděné Vidovdanské ústavy. Maček se velmi rychle dostal ostrou kritikou krále do popředí HSS. Jako předseda jedné z nejsilnějších jugoslávských stran získal rychle významnou roli. V březnu 1929 byl režimem zatčen a souzen v Bělehradě. Oficiálně se musel zodpovídat z podpory terorismu. V roce 1938 byl vůdcem opozice v jugoslávském parlamentu a v podzimních volbách získala jeho strana celkem 44,9 % hlasů.
Do dějin se hlavně zapsal ale dohodou Cvetković–Maček, na základě které získalo Chorvatsko autonomní statut v rámci Jugoslávie jako tzv. chorvatské bánoviny. Na tuto bánovinu byla přenesena řada pravomocí z úrovně centrální vlády; bánovina měla svůj vlastní sněm (Sabor) a hospodářskou samostatnost.
Maček byl v posledních letech Jugoslávie místopředsedou vlády; ve funkci zůstal i po převratu, který vedl k napadení Jugoslávie Německem a vytvoření nezávislého státu Chorvatsko pod ustašovskou vládou. Přestože Maček přivítal jako stoupenec až proseparatistické chorvatské selské strany nezávislý chorvatský stát, obával se příklonu jeho vlády na stranu fašismu, neboť mu bylo jasné, že pokud Němci prohrají, budou Chorvati mezi poraženými a jejich pozice bude velmi těžká.
Tehdejší režim však neviděl Mačeka příliš pozitivně a poslal jej do koncentračního tábora Jasenovac. Po skončení druhé světové války z rodící se komunistické Jugoslávie emigroval z obav, že komunisté nikoho ze stoupenců předchozího režimu neušetří; nejdříve do Francie a potom do USA, kde strávil zbytek života.